# Mosaic.wav
Mosaic.wav (モザイクウェブ?, Mozaiku webu) (stilizzato MOSAIC.WAV) è un gruppo musicale giapponese denpa e moe.

## Storia
I Mosaic.wav vennero fondati ad Akihabara (Tokyo) nel 2004, e sono composti da Mi~ko (voce) e Susumu Kayamori (tastiera). Spesso il duo è supportato dal chitarrista Masaya Koike durante i concerti. Stando a un'intervista su JaME, il loro nome sarebbe ispirato alle finestre delle chiese e rappresenterebbe "il colore e differenti passioni". La musica dei Mosaic.wav viene spesso usata nelle sigle degli anime e nei videogiochi.

## Formazione
- Mi~ko – voce
- Susumu Kayamori – tastiera

## Discografia parziale
- 2004 – We Love "Akiba-Pop"!!
- 2006 – Space Akiba-Pop
- 2007 – Future-Fiction:Akiba-Pop!!
- 2008 – Amusement Pack
- 2009 – Superluminal Akiba-Pop
- 2011 – Ginyuu Planet Akiba-Pop
- 2011 – AKIBA-POP RECOLLECTION
- 2013 – Astronomical Akiba-Pop!!